# Xã Helga, Quận Hubbard, Minnesota
Xã Helga (tiếng Anh: Helga Township) là một xã thuộc quận Hubbard, tiểu bang Minnesota, Hoa Kỳ. Năm 2010, dân số của xã này là 1.401 người.